# Looper (banda)
Looper es un grupo indie-pop escocés, con Stuart David al frente, antiguo bajista de Belle and Sebastián.

## Historia
El grupo se creó en 1998 para un espectáculo para la escuela de arte de Glasgow, y lanzaron su primer sencillo "Impossible Things" bajo el sello Sub Pop unos meses más tarde.
En un principio el grupo estaba solamente formado por Stuart y su mujer Karn (que es responsable for los elementos visuales en los conciertos, como proyecciones de videos, películas en formato Super 8, esculturas cinéticas y proyecciones fotográficas), convirtiéndose al poco tiempo en un grupo en toda regla con la adición de Ronnie Black (guitarrista) y Scott Twynholm (teclados).
Su primer álbum Up a Tree (1999) fue lanzado por Sub Pop en los Estados Unidos y por Jeepster en resto del mundo, al que le siguió The Geometrid en el 2000 bajo los mismos sellos. Después de ir de gira durante 3 meses a los Estados Unidos con The Flaming Lips en el 2000, firmaron con Mute Records para 5 álbumes. Grabaron y lanzaron uno, The Snare, y luego abandonaron la compañía, indignados por la actitud conservadora del que fuera, un sello vanguardista, que se vendió a EMI durante la permanencia de Looper en este.
Desde ese momento, Looper ha estado lanzado al público su música gratis desde su página Looperama, financiando este experimento licenciado el uso de sus canciones en películas destacadas de Hollywood y campañas de publicidad, incluyendo la película de Tom Cruise, Vanilla Sky y la última campaña publicitaria de Xerox.
Otras películas donde han aparecido sus canciones incluye Dog Park, Out Cold, La Vecina de al Lado y Los edukadores.
Su canción más conocida es probablemente "Mondo 77", que aparece en la película Vanilla Sky junto la canción "My Robot". Ambas pertenecen al segundo álbum The Geometrid. "Mondo 77" fue incluida en la Banda sonora original de Vanilla Sky. También apareció en un episodio de American Dad, "All About Steve", los anuncios de Xerox en la televisión americana, y la campaña de una ONG contra las drogas Partnership for a Drug-Free América. La canción "Burning Flies", del álbum Up a Tree, es parte de la Banda sonora original de la serie Mission Hill en el episodio "Stories of Hope and Forgiveness".

## Discografía
- Up a Tree (1999)
- The Geometrid (2000)
- The Snare (2002)

## Proyectos paralelos
- Metrovavan